# Psychotria roxburghii
Psychotria roxburghii är en måreväxtart som beskrevs av Dc.. Psychotria roxburghii ingår i släktet Psychotria och familjen måreväxter. Inga underarter finns listade i Catalogue of Life.